# Bükk-völgyi-patak
A Bükk-völgyi-patak a Cserhátban ered, Bátonyterenye északnyugati határában, Nógrád vármegyében, mintegy 290 méteres tengerszint feletti magasságban. A patak forrásától kezdve keleti irányban halad, majd Bátonyterenyénél éri el a Zagyvát.
A Bükk-völgyi-patak vízgazdálkodási szempontból a Zagyva Vízgyűjtő-tervezési alegység működési területét képezi.

## Part menti település
- Bátonyterenye